# Carpoforo Tencalla

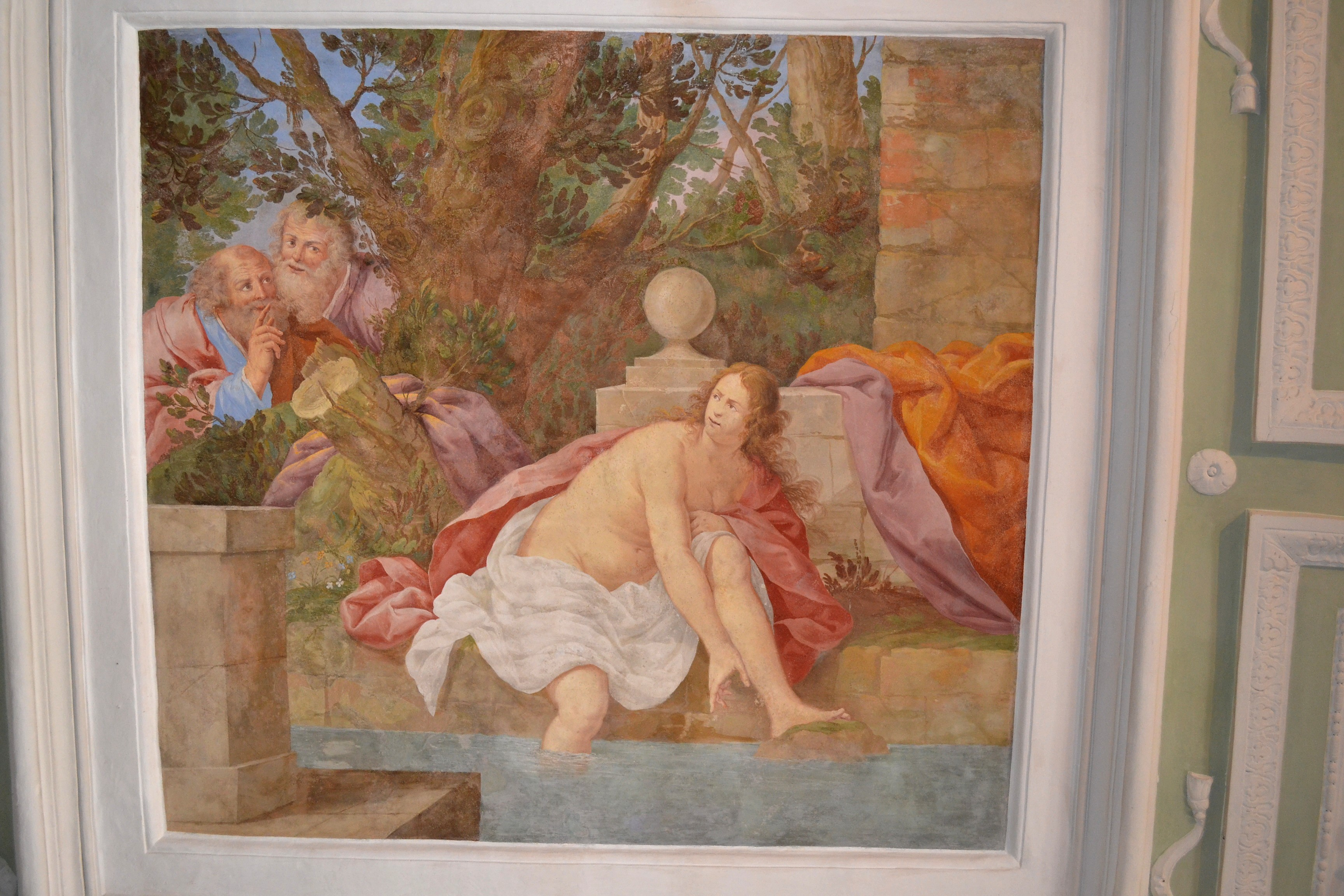
Zuzana v lázni (freska v zámku Červený Kameň)

Carpoforo Tencalla, také „Tencala“, (10. září 1623 v Bissone, nyní Švýcarsko – 9. března 1685 tamtéž) byl italsko-švýcarský malíř. Mezi jeho nejznámější práce v českých zemích patří výmalba přízemí Trojského zámku. Příbuzný Giovanni Pietro Tencally, autora barokní přestavby zámku v Kroměříži.

## Život
Byl synem architekta Giovanniho Giacoma Tencally. Podle malíře a historika umění Joachima von Sandrarta, který ho osobně znal, se vyučil v Miláně, Bergamu a Veroně. Z té doby jsou zachovány nástropní malby paláce Marchese Terzi v Bergamu, další malba v kapli Santa Maria Maggiore (Bergamo) a oltářní obraz v kapli Santa Maria dele Grazie v katedrále v Luganu.
Malovat fresky začal v roce 1655 pod vedením italského architekta a inženýra Filiberta Lucchese na pálffyovském zámku Červený Kameň na Slovensku. Díky těmto malbám ovlivnil zavádění barokního slohu ve střední Evropě.
Roku 1659 se Tencalla prostřednictvím Sandrarta dostal do Rakouska, maloval nástěnné fresky v presbytáři kláštera Lambach, zatím co Sandrart maloval stropní fresku.
Dne 5. února psal do Bissone dopis představenému kostela Madona di Santa Giacomo v Bergamu a sděloval příslib k převzetí tamní práce. V příloze zaslal návrh nástropní malby oltáře. Roku 1667 se zdržoval ve Vídni a maloval pokoj v Hofburgu, 1669 vedl malby v sakristii kláštera Heiligenkreuz. 1670 signoval nástropní malbu mytologického výjevu v galerijním sále zámku Trautenfels. Do 1673 byl dvorním malířem císařovny Eleonory, opět v Hofburgu. 1676 stihl nástropní malbu dominikánského kostela ve Vídni.
Roku 1674 maloval ve službách biskupa Karla II. z Lichtenštejn-Kastelkornu strop velkého sálu rezidence v Olomouci, jakož i četné další malby, které však byly požárem roku 1750 a při následné přestavbě zámku zničeny. Další požár roku 1752 zničil i jeho poněkud pozdější malby v zámku v Kroměříži; dochovaly se jen jeho malby v kroměřížském rondelu zvaném Rotunda.
Dne 17. června 1682 Tencalla podepsal smlouvu na provedení freskové malby kostelního kůru a dvou postranních kaplí dómu svatého Štěpána v Pasově. 27. října 1684 dostal rozšířenou objednávku, ale ještě před dokončením kaplí zemřel. Rozdělanou práci dokončil jeho zeť Carlo Antonio Bussi.